# 4-Nitrokatehol 4-monooksigenaza
4-Nitrokatehol 4-monooksigenaza (EC 1.14.13.166, 4-nitrokateholna 4-monooksigenaza) je enzim sa sistematskim imenom 4-nitrokatehol,NAD(P)H:kiseonik 4-oksidoreduktaza (formira 4-hidroksilacija, nitrit). Ovaj enzim katalizuje sledeću hemijsku reakciju
4-nitrokatehol + NAD(P)H + H+ + O2 {\displaystyle \rightleftharpoons } 2-hidroksi-1,4-benzohinon + nitrit + 2O
Ovaj enzim sadrži FAD. On katalizuje oksidaciju 4-nitrokatehola uz istovremeno odvajanje nitro grupe u obliku nitrita.

## Literatura
- Nicholas C. Price; Lewis Stevens (1999). Fundamentals of Enzymology: The Cell and Molecular Biology of Catalytic Proteins (Third изд.). USA: Oxford University Press. ISBN 019850229X.
- Eric J. Toone (2006). Advances in Enzymology and Related Areas of Molecular Biology, Protein Evolution (Volume 75 изд.). Wiley-Interscience. ISBN 0471205036.
- Branden C; Tooze J. Introduction to Protein Structure. New York, NY: Garland Publishing. ISBN 0-8153-2305-0.
- Irwin H. Segel. Enzyme Kinetics: Behavior and Analysis of Rapid Equilibrium and Steady-State Enzyme Systems (Book 44 изд.). Wiley Classics Library. ISBN 0471303097.

## Spoljašnje veze
- 4-nitrocatechol+4-monooxygenase на 